# Дюмарсе Естіме
Дюмарсе Естіме (фр. Dumarsais Estimé; 21 квітня 1900 — 20 липня 1953) — державний та політичний діяч Гаїті, президент країни у 1946–1950 роках.

## Життєпис
Народився в невеличкому місті в центральній частині Гаїті. Закінчив школу Християнських братів у портовому місті Сен-Марк, потім ліцей та місцевий університет, де вивчав математику. Після отримання диплому деякий час викладав математику в школі.
Політична кар'єра Естіме почалась із його обрання до Палати депутатів (Chambre des Deputées). У 1937–1940 роках обіймав посади міністра сільського господарства, праці та виховання в адміністрації Стеніо Вінсена. Після усунення диктаторського режиму президента Елі Леско Естіме був обраний 1946 року на пост глави держави та став першим чорношкірим президентом з часів американської окупації. З самого початку свого правління йому довелось боротись із мулатською елітою Гаїті.
30 серпня 1946 року Естіме підписав Американську угоду про взаємну допомогу (так звана «Угода Ріо»), а 30 квітня 1948 — Хартію ОАД.
У внутрішній політиці новий президент зосередив зусилля на економічному розвитку Гаїті. Він створив нову зрошувальну систему для рисових плантацій в департаменті Артибоніт, збудував електростанцію, націоналізував власність корпорації Стандард-Фрут (Standard Fruit), підвищив рівень мінімальної зарплатні. За ініціативою Естіме на сході країни було засновано нове сучасне місто Белладер. 1949 року він організував міжнародну виставку й урочистості до 200-річчя заснування столиці Гаїті, міста Порт-о-Пренс.
У той же час, за років його правління посилились опозиційні сили, що призвело до напруженості в гаїтянському суспільстві та погіршення стосунків із сусідньою Домініканською Республікою. Після того, як уряд відхилив петицію про запровадження на Гаїті виборчого права для жінок, Естіме видав указ про стан облоги в країні (березень 1950). У зв'язку з цими подіями, а також із висловленими Естіме намірами виставити свою кандидатуру на виборах 1952 року (що суперечило конституції), 10 травня 1950 представники військового керівництва висунули президенту прокламацію, в якій оголошувалось про його усунення від влади. Після цього колишній президент виїхав на Ямайку, потім тривалий час жив у Франції, помер у Парижі.
За часів правління президента Естіме особливою його увагою користувалась релігія-культ вуду.